# NGC 7301
NGC 7301 (również PGC 69021) – galaktyka spiralna z poprzeczką (SBab), znajdująca się w gwiazdozbiorze Wodnika. Odkrył ją w 1886 roku Francis Leavenworth.